# 前营乡 (辛集市)
前营乡，是中华人民共和国河北省石家庄市辛集市下辖的一个乡镇级行政单位。

## 行政区划
前营乡下辖以下地区：
前营村、后营村、西古营村、苗家营村、桃园村、李同智庄村、西王封村、东王封村、西刘庄村、东刘庄村、赵家庄村、周家营村、骆家营村、沙河村、小染庄村、八里丘村、前魏家庄村、后魏家庄村、朱家庄村、崔家庄村、东范庄村、东泽北村、西泽北村、吕家庄村、杜林村、石碑村和于家庄村。